# Pfarrkirche Dölsach

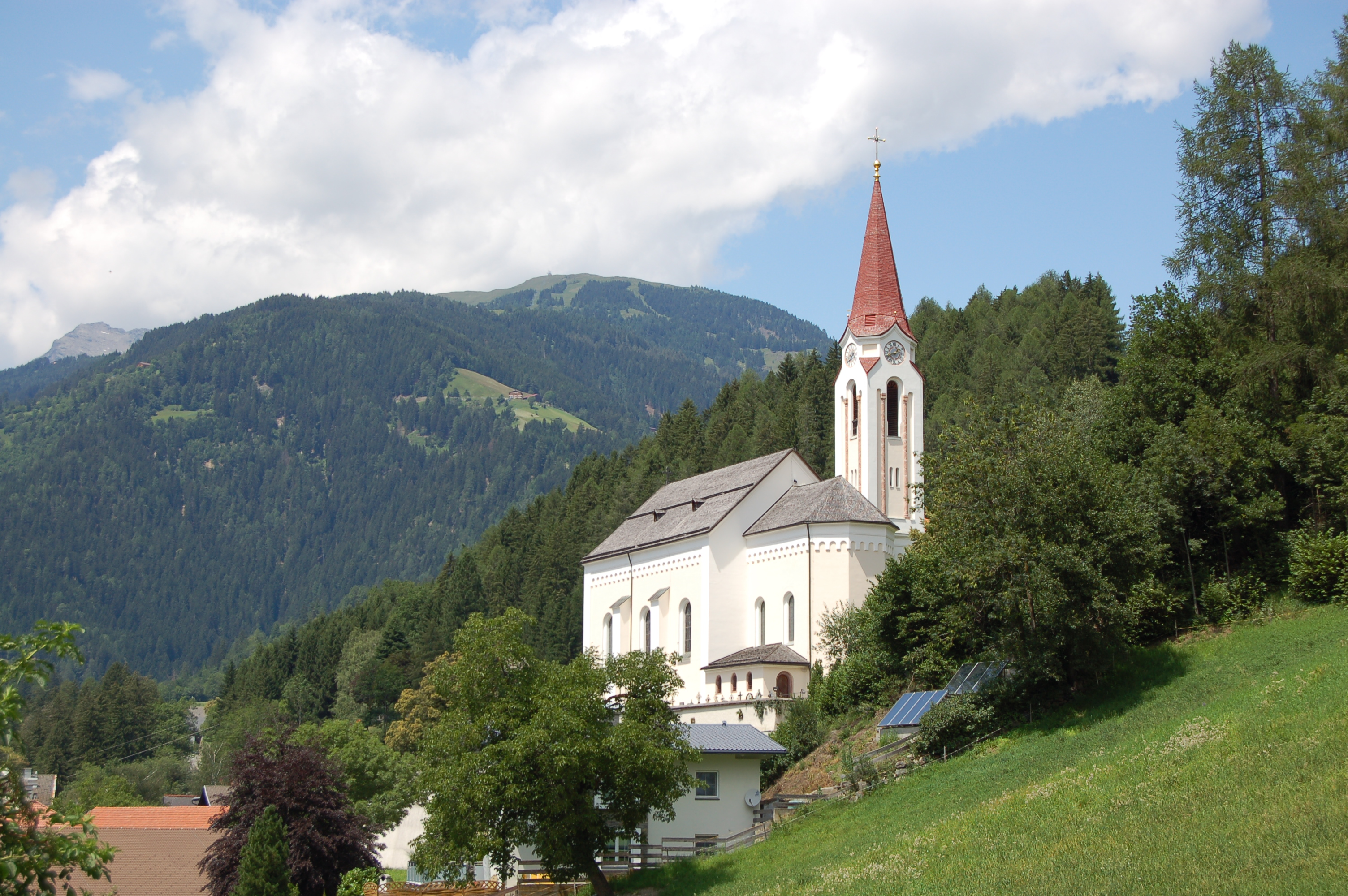
Katholische Pfarrkirche hl. Martin in Dölsach

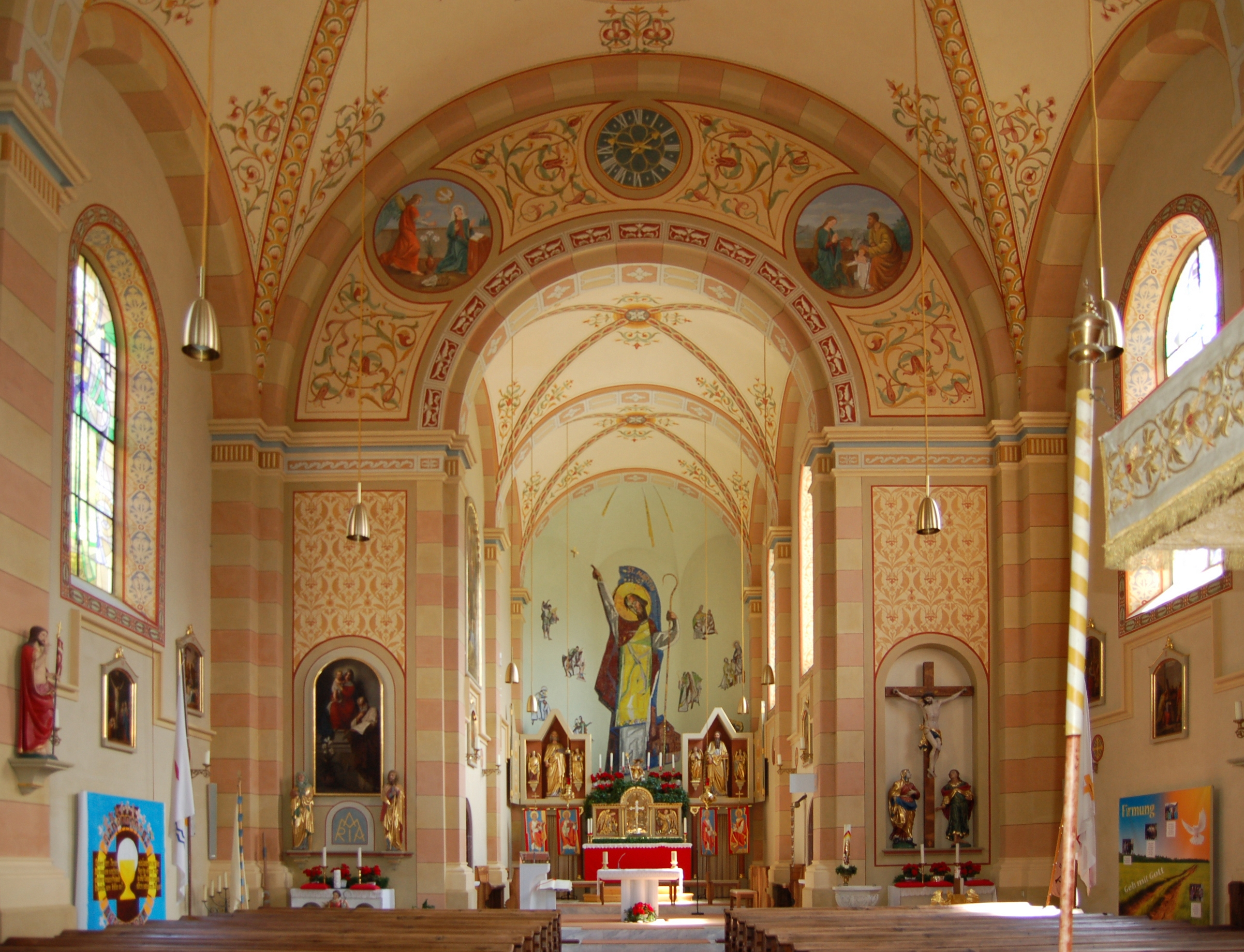
Langhaus, Blick zum Chor

Die Pfarrkirche Dölsach steht am ansteigenden Gelände in der Gemeinde Dölsach im Bezirk Lienz im Bundesland Tirol. Die auf den heiligen Martin von Tours geweihte römisch-katholische Pfarrkirche gehört zum Dekanat Lienz der Diözese Innsbruck. Die Kirche steht unter Denkmalschutz (Listeneintrag).

## Geschichte
Im Frühmittelalter gehörte der Ort zur sogenannten Karolingischen Reichspfarre. Ursprünglich umfasste die Pfarre die Orte Dölsach, Nußdorf, Grafendorf, Leisach und Bannberg. Die Vorgängerkirche war eine gotische Kirche, Chorweihe 1485, mit zwei Altären aus 1516, 1764/1767 barockisiert, welche bei einem Brand 1853 ganz zerstört wurde. Der Kirchenneubau war 1857 vollendet. 1960/1962 war eine Restaurierung.

## Architektur
Der frühhistoristische Kirchenbau mit romanisierenden Details ist von einem Friedhof mit einer Umfassungsmauer umgeben und bildet mit den umliegenden Gebäuden ein Bauensemble.
Das Langhaus hat abgetreppte Strebepfeiler und einen eingezogenen polygonal schließenden Chor, bei unter steilen Dächern, unter dem Dachansatz zeigt die Fassade ein umlaufendes Blendbogenfries. Das Hauptportal in neoromanistischen Formen ist aus Rettenbacher Marmor, im Tympanon zeigt ein Mosaik das hl. Herz Jesu vom Maler Ernest Pokorny 1960/1962. Der Turm nordseitig am Chor wird über den Schallfenstern achtseitig und trägt einen achtseitigen Spitzhelm. Südseitig am Chor steht der Sakristeianbau, er hat im Keller eine kryptaartige Kapelle.
Das Kircheninnere zeigt ein einschiffiges dreijochiges Langhaus mit Pilastern, Gurten und Stichkappentonnengewölben. Die zweigeschoßige Empore steht unten auf Pfeilern und oben auf Säulen. Der Triumphbogen ist rundbogig. Der zweijochige Chor mit flachen Pilastern und einem Dreiseitschluss zeigt in der Apsis Mosaikbilder hl. Martin von Tours mit Szenen aus seinem Leben von Ernest Pokorny 1960. Die Kirche zeigt in Rundbogenfenstern moderne Glasmalereien.

## Ausstattung
Der Hochaltar mit einem neuromanistischen Tabernakel nach einem Entwurf des Tischlers Dominikus Stadler trägt die Statuen hll. Peter und Paul vom Bildhauer Karl Fuetsch 1868. Der linke Seitenaltar trägt die Figur Pietà und darüber eine Kreuzigungsgruppe um 1700. Der rechte Seitenaltar zeigt das Altarbild Heilige Familie vom Maler Franz von Defregger 1872, unter der Mensa lagern Reliquien des hl. Marcellus. Die Kanzel zeigt an der Brüstung das Sgraffito Aussendung der Apostel von Ernest Pokorny und am Schalldeckel in Zementguß die Figur hl. Geist.
Die Prozessionsfigur Schutzengel nach dem Vorbild des Bildhauers Johann Paterer entstand in der zweiten Hälfte des 18. Jahrhunderts. Die Kreuzwegstationen aus Zementguß mit Mosaik schuf Ernest Pokorny.
Die Orgel in einem neuromanistischen Gehäuse baute Franz II. Reinisch 1874.